# Trouwlocatie
Een trouwlocatie is een door een Nederlandse gemeente goedgekeurde locatie waar een huwelijk mag worden voltrokken door een (buitengewoon) ambtenaar van de burgerlijke stand. Er zijn gemeentelijke en niet-gemeentelijke trouwlocaties.

## Beschrijving
Iedere gemeente heeft één of meerdere gemeentelijke trouwlocaties, maar kan tegenwoordig daarnaast vergunning geven aan andere locaties om daar huwelijken af te mogen sluiten. In alle gevallen zal een trouwambtenaar het huwelijk voltrekken. Trouwlustige stellen moeten ook dan ten minste twee weken voor hun trouwerij in ondertrouw.
Onder andere kastelen, kerken, musea, schepen en strandpaviljoens komen hiervoor in aanmerking. Als de huwelijksvoltrekking plaatsvindt aan boord van een schip, zal het schip aan wal moeten liggen tijdens de ceremonie, omdat die volgens de wet publiekelijk toegankelijk dient te zijn.

## Voorbeelden
Enkele (niet-gemeentelijke) trouwlocaties zijn:
- Amsterdam: Frankendael, De Bazel, De Duif, Felix Meritis, Hotel Krasnapolsky, Museum Geelvinck-Hinlopen, Posthoornkerk, Vondelkerk
- Den Haag: Hotel Des Indes, Koninklijke Schouwburg, Kurhaus, Panorama Mesdag, Paviljoen De Witte, Sociëteit de Witte.[1]
- Eindhoven: Van Abbemuseum
- Groningen: Groninger Museum, Martinikerk
- Maarssen: Slot Zuylen
- Sneek: Epemastate
- Vollenhove: Oldruitenborgh
- Voorschoten: Kasteel Duivenvoorde
- Wassenaar: Landgoed Voorlinden
- Zeist: Slot Zeist

## Homohuwelijken
Volgens de wet mag een trouwlocatie geen homohuwelijken weigeren. Dit is wél gebeurd in conferentieoord Rolduc in Kerkrade, waar vaststelling hiervan geleid heeft tot intrekking van de vergunning. Het Schultehuis, eigendom van de diaconie van de Nederlandse Hervormde Kerk in Zalk, heeft ook aangegeven geen homohuwelijken in haar pand toe te laten, en heeft geen vergunning gekregen om trouwlocatie te worden.